# Ispra
Ispra är en ort och kommun i provinsen Varese i regionen Lombardiet i Italien. Kommunen hade 5 309 invånare (2018).